# Calabarboon
De calabarboon, wetenschappelijke naam Physostigma venenosum, is het zaad van een peulplant die voorkomt in tropisch Afrika. De boon is zwaar giftig (dodelijk).

## Groei
Deze grote kruidachtige vaste plant heeft een stengel die aan de basis een diameter van 5 centimeter heeft. De plant kan tot 15 meter hoog worden. De bloemen, rustend op axillaire steeltjes, zijn groot. Ze hangen gegroepeerd in trossen en hebben een paarsroze kleur. De peulen, die twee of drie bonen bevatten, zijn tussen de 15 en 18 centimeter lang. De bonen, van lengte te vergelijken met de tuinboon maar dikker, hebben een diep chocolade-bruine kleur.

## Toxicologisch
De calabarboon is giftig voor de mens en allicht ook andere dieren. Deze bevat van nature fysostigmine. Deze alkaloïde beïnvloedt de communicatie tussen de zenuwen en spieren. Het resulteert in een overvloedige speekselvloed. Controle over de blaas en darmen valt weg alsook over de luchtwegen waardoor de dood kan volgen omwille van verstikking. In Afrika zijn wellicht velen gestorven door het eten van de calabarboon die er nogal onschuldig uitziet. Deze heeft verder geen noemenswaardige vreemde smaak of geur en ziet er eetbaar uit.
De bonen werden voor het eerst geïntroduceerd in Groot-Brittannië in het jaar 1840. In 1863 beschreef Thomas Richard Fraser, een Brits farmacoloog, de fysiologische effecten. Rond 1890 bewees hij dat het antidotum atropine bij snelle toediening een kans op overleving biedt zolang men niet meer dan 3,50 keer de dodelijke hoeveelheid fysostigmine in het lichaam heeft.

## Historisch gebruik
De inheemse Afrikaanse bevolking gebruikte de calabarboon om iemands onschuld bij twijfel te bewijzen. Mensen die beschuldigd werden van hekserij of diefstal werden verplicht zulke bonen te eten. Zij die overleefden, werden vrijgesproken.

## Externe artikels
- "The killer bean of Calabar", Laura Spinney, Histories, New Scientist, 28 June 2003.
- "A Modern Herbal", Maude Grieve (1931)
- Calabar bean op botanical.com
- "on the Calabar Bean: action, preparations and use." Mr Nunneley, F.R.C.S.E. senior surgeon to the Leeds General Eye and Ear Infirmany, Lecturer on Surgery in the Leeds School of Medicine